# Couches
Couches è un comune francese di 1 518 abitanti situato nel dipartimento della Saona e Loira nella regione della Borgogna-Franca Contea.

## Photos

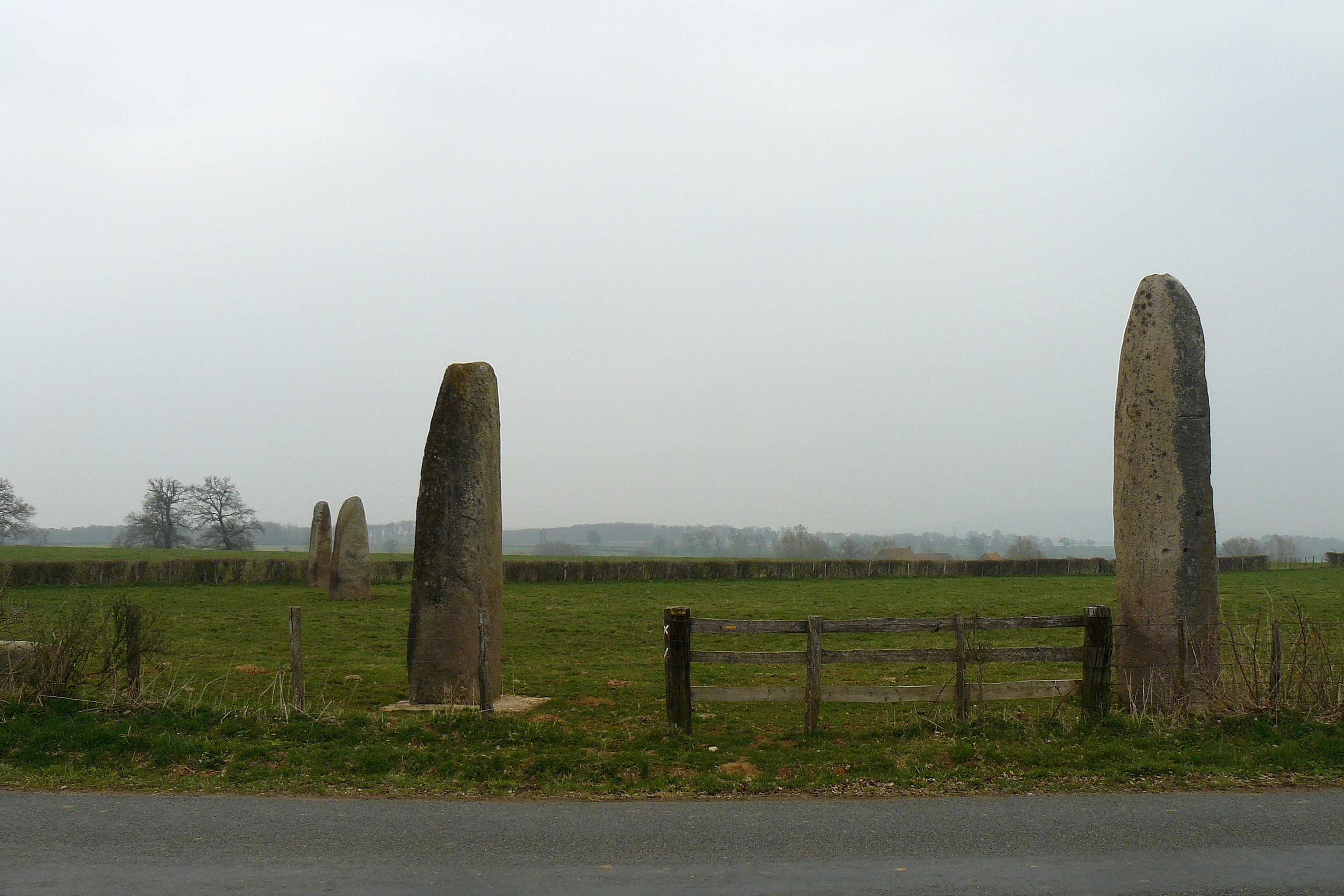
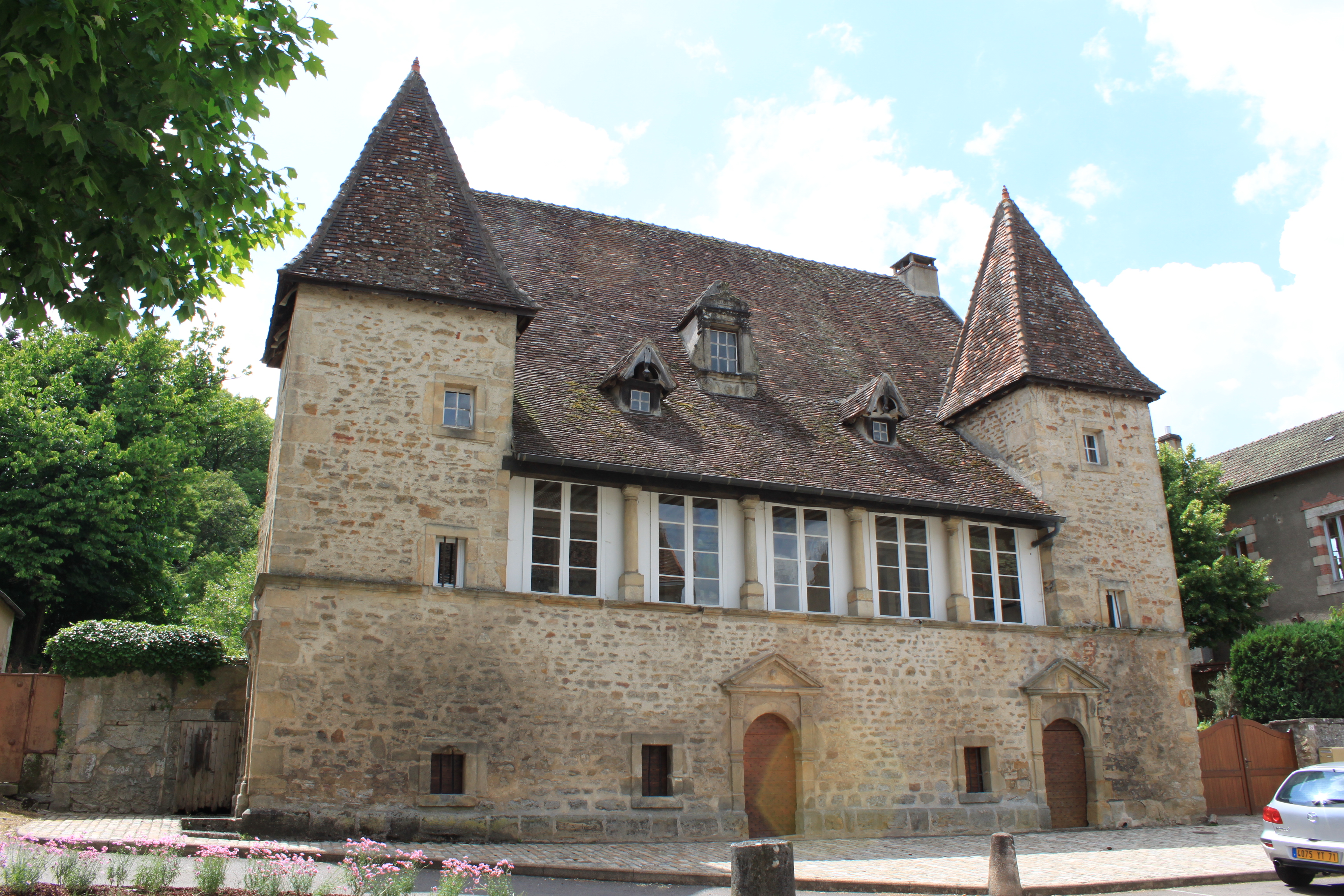
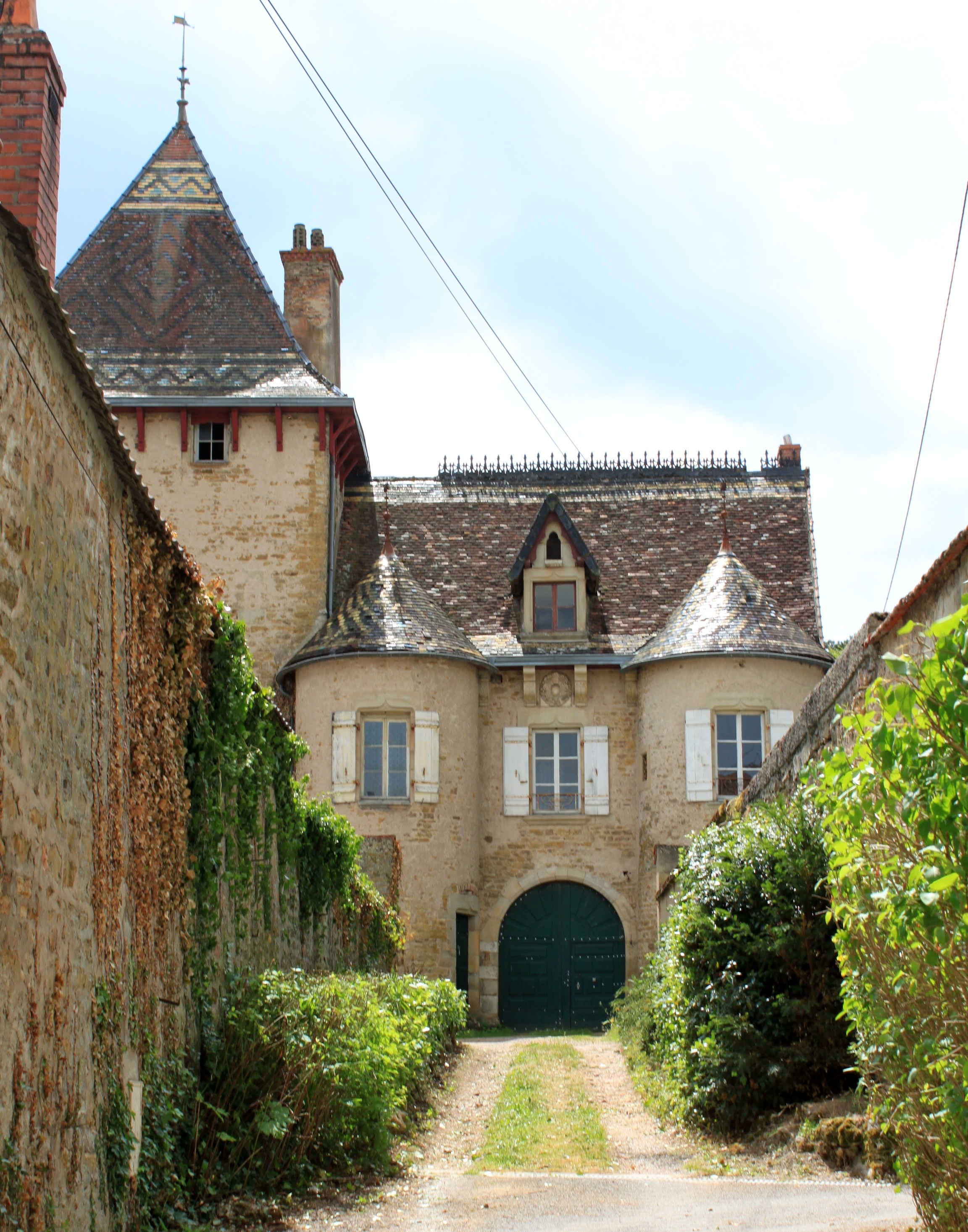
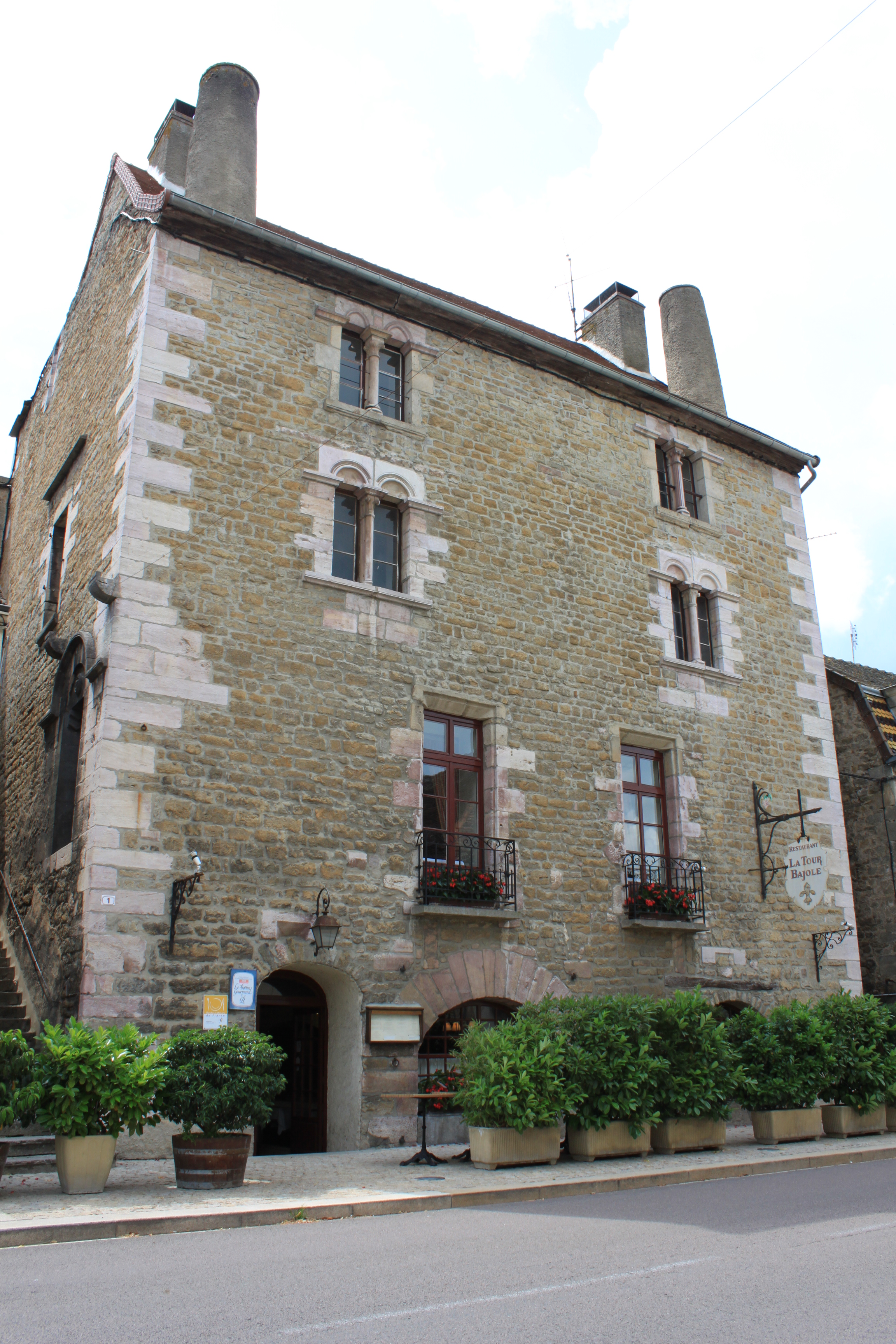

## Società

### Evoluzione demografica
Abitanti censiti